# Фонсека, Грегорио
Грегорио Фонсека Ресио (исп. Gregorio Fonseca Recio, более известный под своим именем Гойо Фонсека (исп. Goyo Fonseca; 26 ноября 1965, Ла-Сека, Испания) — испанский футболист.

## Клубная карьера
Фонсека воспитанник «Вальядолида». В возрасте 18 дебютировал за основной состав в Примере, 5 февраля 1984 года в матче против «Сарагосы», в котором он забил гол. За два следующих сезона провёл 25 матча и забил 5 мячей. Сезон 1986/87 провёл в аренду в «Малаге» (18 матчей, 2 мяча), по окончании сезона вернулся в «Реал Вальядолид», где постоянно был одним из лидеров команды. В сезоне 1990/91 Фонсека раскрылся, став лучшим бомбардиром своей команды забив 14 голов в 37 играх. В следующем сезоне улучшил свой рекорд забил 15 голов, результат нападающего заинтересовал многие испанские команды.
После вылита «Вальядолида» в Сегунду, Гойо Фонсека присоединился в «Эспаньол» где он также по итогу сезону отправился во второй дивизион Испании. Но уже в следующем сезоне команда под руководством Хосе Антонио Камачо вышли в Примеру. В «Эспаньоле» Фонсеке не удалось сохранить бомбардирские качества прошлых лет забив за три сезона 10 голов в 41 матчах. Из-за отсутствия игровой практики зимой подписал контракт с «Альбасете» где провёл 13 матчей.
После возвращения в «Реал Вальядолид» в сезоне 1995/96, Фонсека решил заверить карьеру игрока. Позже он стал футбольным агентом.

## Карьера за сборную
Фонсека принял участие в четырёх играх за сборную Испанию, забив один гол.
Дебютировал в товарищеском матче против сборной СНГ, 19 февраля 1992 года. Последний международный матч был отборочная встреча на чемпионат мира 1994 года, которая проходила в Риге против Латвии, 23 сентября 1992 года.